# جید ثیروال
جید آملیا ثیروال (انگلیسی: Jade Amelia Thirlwall؛ زادهٔ ۲۶ دسامبر ۱۹۹۲) خواننده، ترانه‌سرا، فعال انگلستانی و عضو گروه دخترانه بریتانیایی لیتل میکس است. این گروه در سری هشتم ایکس فاکتور اون نخست در سال ۲۰۰۸ در مسابقه اکس فکتور شرکت کرد اما در مرحله دو حذف شد. او در سال ۲۰۱۱به صورت انفرادی در مسابقه اکس فکتور شرکت کرد و داوران او را با (جسی نلسون، لی آن پینوک، پری ادواردز) همگروهی کردند. او دارای صدایی با نت بالا است و به عنوان وکال و رقصنده در گروه شناخته می‌شود.

## اوایل زندگی
جید آمیلا ثیروال، در منطقه لایگیت از ساوث شیلدز واقع در انگلستان بزرگ شده‌است. او دختر نرما بادوی و جیمز ثیروال است و یک برادر بزرگتر به نام کارل ثیروال دارد. وی از طرف مادر مصری یمنی و از طرف پدر انگلیسی است. او در سالهای ۲۰۰۸ و ۲۰۱۰ برای ایکس فاکتور تست داد اما در مرحله بوت کمپ حذف شد.

## زندگی شخصی
جید در کودکی بخاطر مشکلات خانوادگی و مرگ پدربزرگش و اذیت و آزار در مدرسه بی اشتهایی عصبی گرفت.
او در سوث شیلدز به دنیا آمده‌است. وی اصل و نسب و تبار مصری-یمنی دارد.
او از سال ۲۰۱۶ با جِد الیوت در رابطه بود تا در تابستان ۲۰۱۹ آنها اعلام کردند از یکدیگر به علت نداشتن وقت کافی برای با هم بودن، جدا شده‌اند. جید از حامیان حقوق دگرباشان جنسی است.
جید در سال ۲۰۱۹ به‌طور رسمی به عنوان ترانه‌سرا در Sony ATV به همراه لی آن پیننوک مشغول به کار شد